# Aphilopota dicampsis
Aphilopota dicampsis är en fjärilsart som beskrevs av Louis Beethoven Prout 1934. Aphilopota dicampsis ingår i släktet Aphilopota och familjen mätare. Inga underarter finns listade i Catalogue of Life.